# Hel, Poljska
Hel je mesto v okrožju Puck, v Pomorjanskem vojvodstvu, v državi Poljska. Leži na rtu Helskega polotoka, od celine je oddaljeno približno 33 kilometrov.

## Zgodovina

### Zgodnji razvoj
Kašubska vas po imenu Hel je bila prvič omenjena leta 1198 kot center območja s trgovino s slaniki po imenu Gellen. V enem od danskih zapisov iz leta 1219 je omenjeno, da je poškodovana ladja danskega kralja Valdemarja II nasedla na »Otoku Hel«. Do 13. stoletja je vas postala eno najpomembnejših trgovskih središč v območju, bila je tekmica bližnjemu mestu Gdansk. Takrat je vas dobila tudi mestne pravice. Podelil ji jih je Pomeranijski vojvoda Świętopełk II Veliki. Te pravice so potrdili leta 1378, ko je mesto prišlo pod oblast Tevtonskih vitezov.
Sprva je mesto stalo približno 1,5 kilometra od njegovega današnjega centra. V njem so se nahajali cerkev, bolnišnica, mestna hiša, dve tržnici, nekaj gostišč in manjše pristanišče. V 15. stoletju se je polotok pričel manjšati zaradi morske erozije in kmalu so morali mesto prestaviti na varnejšo lokacijo. Leta 1417 so v mestu zgradili cerkev Sv. Petra, zavetnika ribičev. Hel je v tem obdobju hitro rasel, a je zaostajal za še hitreje rastočim mestom Gdansk. Leta 1466 je poljski kralj Kazimir IV mesto kot fevd poklonil vladarjem Gdanska, kar je končalo stoletja dolg boj za ekonomsko nadvlado nad Gdanskim zalivom. Leta 1526 je kralj Sigismund I Stari mestu odvzel vse pravice ter prodal mesto in polotok mestnim oblastnikom Gdanska. Od tedaj je bil usoda mesta Hel odvisna od sreče njegovega večjega soseda - mesta Gdansk. 
Vojne v 17. in 18. stoletju ter različne naravne nesreče so resno poškodovale mesto. Število prebivalcev se je zmanjšalo in leta 1872 je vlada na novo ustanovljene nemške države razveljavila mestne pravice, ki jih je Hel dobil pred šestimi stoletji. Potem je vas Hela (kot je naselje poimenovano v nemškem jeziku) le še izgubljala na svojem pomenu.

### Novejše obdobje
Obdobje propadanja se je ustavilo leta 1893, ko so v vasi zgradili ribiško pristanišče. Njegov namen je bilo zaščititi ribiška plovila, a je obenem postalo tudi priljubljena izletniška točka prebivalcev Gdanska in Sopota. Leta 1896 je vasi pripadel status obmorskega letovišča.
Kot posledica Prve svetovne vojne in Versajskega sporazuma je Poljska postala neodvisna država, Hel je s tem postal del Poljske. Leta 1921 so zgradili novo železnico po polotoku, ki je povezovala mesto s celino. Oblasti v Pomeranijskem vojvodstvu so načrtovale tudi gradnjo ceste do naselja, a je bil polotok tedaj za to preozek. Kmalu je Hel postal eno najpomembnejših turističnih središč v Poljski Pomeraniji. V okolici so zgradili vile za turiste, postavili so tudi novo cerkev, šolo, ribiški inštitut in geofizični observatorij. Poleg tega je vas postala ena od dveh glavnih pomorskih baz poljske mornarice. Pristanišče so razširili in poljski predsednik je leta 1936 polotok razglasil za »Utrjeno območje« pod oblastjo poljske vojske. Pomorska baza se je znatno razširila, zgradili so tudi baterijo obalne artilerije, ki je branila vojaška poslopja.
Med napadom na Poljsko leta 1939 je bil polotok Hel eden najdlje obranjenih območij odpora poljske vojske. Okoli 3.000 vojakov enot Skupine za obrambo obalnih področij (Grupa Obrony Wybrzeża) je pod vodstvom Stanislawa Zwartynska, »Branitelja Hela«, branilo področje proti veliko večjemu številu tujih vojakov vse do 2. oktobra leta 1939. Le malo pred kapitulacijo so poljski vojni inženirji povzročili eksplozijo številnih torpedov, bojnih glav, ki so ločile polotok od kopnega, tako da je iz njega nastal otok. Med Drugo svetovno vojno so nemške pomorske vojaške sile uporabljale pomorsko bazo v Helu za treniranje posadk podmornic. Ob koncu vojne je bila vas zadnji del poljske zemlje, ki je bil osvobojen: nemške enote, ki so bile tam zbrane, so se predale šele 10. maja 1945, dva dni po kapitulaciji Nemčije. 
Po vojni je vas spet postala pomorska baza. Leta 1960 je bila zgrajena cesta, ki je povezovala Hel z Jastarnijo na kopnem. Tri leta kasneje je mesto spet dobilo mestne pravice. Od takrat si je opomogla tudi turistična industrija in zgrajenih je bilo nekaj hotelov, gostišč in penzionov. Leta 1996 je poljska mornarica prodala svoje dele polotoka civilnim oblastem. Danes je na tem območju le majhna pomorska baza.
Pristanišče je danes v uporabi predvsem kot pristan za jahte. V Helu je tudi biološki laboratorij, kjer raziskujejo pomorsko življenje. Po mestu so razstavljeni primerki pomorske opreme in orožja. 
Najbolj vzhodni del mesta, ki je bil nekoč v vojaški lasti, je zdaj dostopen tudi širši publiki. Tako je mogoče peš obhoditi polotok. 